# 이시다 마사토시 (정치인)

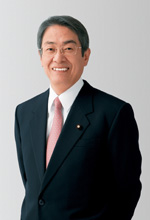
이시다 마사토시

이시다 마사토시(石田真敏)는 일본의 정치인이다. 자유민주당 소속 중의원의원이며 제4차 아베 신조 제1차 개조내각 당시 총무대신을 지냈다.
| 전임 노다 세이코 | 제22대 일본의 총무대신 2018년 ~ 2019년 | 후임 다카이치 사나에 |